# ロベルト・ジェラール
ロベルト・ジェラール（Roberto Gerhard カタルーニャ語：Robert Gerhard IPA：[ruˈβɛrd ʒəˈɾart] ルベルド・ジェラルト, 1896年9月25日 タラゴナ近郊のバリュス - 1970年1月5日 ケンブリッジ）は、スペインの現代音楽の作曲家・音楽学者。
第二次世界大戦中に祖国を追われてイングランドに亡命し、そのまま英語圏で過ごした。近年になってその実績が国際的に知られるようになり、ファリャ以後の世代で最もすぐれたスペイン人作曲家の一人として再評価されるようになった。

## 生涯
本名はルベルド・ジュアン・レネ・ジェラルト・オッテンヴェルデー（Robert Juan Rene Gerhard Ottenwaelder）といい、アルザス出身の母親と、ドイツ系スイス人の父親との間に生まれた（Roberto というスペイン語の綴りは、亡命後に採用したものである）。生まれる前から国際的で多言語になじむ環境にあったといえるが、ジェラールは生まれも育ちもカタルーニャであった。
ピアノをグラナドスに、作曲を、スペイン国民楽派の父というべきフェリペ・ペドレルに師事。したがってジェラールは、アルベニス、グラナドス、ファリャの弟弟子ということになる。1922年にペドレルが没すると、ジェラールはファリャに弟子入りしようとして果たせず、パリに行ってシャルル・ケクランに入門しようとも検討したが、結局アルノルト・シェーンベルクに指導を打診した。するとシェーンベルクは、数少ない初期作品を手がかりに、唯一のスペイン人の弟子をとることにしてくれた。
数年の間ウィーンとベルリンでシェーンベルクの薫陶を受けた後、1928年にバルセロナに里帰りし、演奏活動やジャーナリズムを通じて、全精力を現代音楽のために傾け、カタルーニャの文壇・画壇における前衛運動とも手を携えた。ジョアン・ミロやパブロ・カザルスとも親しく、シェーンベルクやヴェーベルンをバルセロナに招いて1936年に国際現代音楽協会バルセロナ大会を実現させる。いっぽうでスペイン民謡や、ルネサンスから18世紀に至るスペインの古楽を収集・校訂し、演奏した。
ジェラールは、カタルーニャ政府芸術省の音楽顧問や、スペイン共和国政府の社会音楽委員会の委員を務めていたように、スペイン内戦の間もずっと共和派に肩入れしていたため、1939年になるとフランスを経てイギリスへ逃れざるを得なくなり、その年の内にケンブリッジに落ち着いた。
フランコは、カタルーニャ人の民族主義的な希望をくじくことを生業としていたため、そのフランコが没するまでの間、ジェラール作品は実質的にスペインではご法度となり、ジェラール自身も、休日以外に帰国することが出来なくなった。BBCや劇場向けのたくさんの作品を別にすれば、ジェラールの1940年代の作品は、1940年の「ペドレル追悼の交響曲」を手始めに、バレエ音楽「ドン・キホーテ」初稿に至るまで、まさにスペイン文化やカタルーニャ文化の諸相に関係していた。これらの頂点が、リチャード・ブリンズリー・シェリダン原作のスペイン語オペラ The Duenna である。
1950年代を通じて、シェーンベルクの遺産の音列主義は、これらのあからさまに国民主義的な作品の影となって存在していたが、次第にジェラールの筆致を過激なものにしていき、1960年代までにジェラールは急進的な作風によって、前衛音楽の担い手としてしっかり位置付けられるようになった。世界的な音楽祭やBBCによる演奏を通じて、その名が大西洋の両側に知れ渡ると、ジェラールは1960年代初頭にアメリカ合衆国で教鞭を執るようになった。
1950年代より、宿痾の病となった心臓病に悩まされる。1970年にイギリスに客死。1992年に、長年先延ばしされてきた「 The Duenna 」の初演がマドリッドとバルセロナで行われ、祖国における名声を取り戻す前触れとなった。

## 作品
ジェラールの最も重要な作品は、上記の作品を除くと、4つの交響曲、管弦楽のための協奏曲、ヴァイオリン協奏曲、アルベール・カミュによるカンタータ「ペスト」、バレエ音楽「パンドラ」「バルセロナの夜会」のほか、各種の室内楽曲や、地元カタルーニャの流しの楽団（コブラ）のためのサルダーナがある。ジェラールは、おそらくイギリス最初の重要な電子音楽の作曲家である。1955年にストラトフォード・アポン・エイヴォンで上演された「リア王」のための付随音楽は、イギリスの演劇界で初めて電子楽器が使われた例である。

## 様式の進展
最初の20年間（バルセロナ時代とイングランド亡命後）は、垢抜けていて極めて豊かな、近代的な音楽語法をスペインの民族音楽に結びつけた。その一方はペドレルからファリャに至るスペイン国民楽派の伝統であり、もう一方はバルトークやストラヴィンスキーのような同時代の巨匠からの影響であった。このような音楽言語は、“カタルーニャ風バレエ”と呼ばれた「バルセロナの夜」や、バレエ音楽「ドン・キホーテ」、ヴァイオリン協奏曲やオペラ「 The Duenna 」に見出しうる。
ジェラールの個人様式の複雑な形成に影響力を及ぼしたうちで、シェーンベルクが最も偉大な巨匠であったが、その影響力は傍流にとどまったかに見え、ほとんど押さえ込まれているかのようである。しかしながらシェーンベルクの指導力は、きまってジェラールの職人芸の水準の高さのうちに認められるのである。そしてある種の高度に半音階的な、半ば無調風のパッセージが、上記の作品などに言うなればこっそりと浮かび上がって、ウィーンやベルリンにおけるジェラールの研究の成果を裏書しているのである。実のところ、ジェラールはシェーンベルクを尊敬することを止めなかったし、新ウィーン楽派のたいていの関係者と心のこもったやり取りを続けていた。そしてシェーンベルクの十二音技法の意義について、研究と実行を深め続けた。
歌劇「 The Duenna 」以降ジェラールは、よりきっぱりと音列技法を恃みとし、それを吸収し我が物とした。一連の注目すべき作品のうち、真の国際的名声を初めて勝ち得た「交響曲 第1番」や「弦楽四重奏曲 第1番」のような作品は、十二音技法が原則的な書法とされている。また同時に、ジェラールは、個性的で新たな進路のうちに音列技法を発展させた。音高のセリーと音価のセリーを結びつけ、響きとテクスチュアを大胆に探究している。
ある意味において、これは抽象性に向かおうとする一つの傾向であった。しかしながら「スペイン風の」、民族音楽の要素を必ずしも斥けてしまったというわけではない。むしろそれらの要素は、新たな見通しにおいて、より象徴的に、効果においてより実質的に表れている。ちょうど絵画において、ジェラールと同郷のピカソやミロの作品に民族的要素がモチーフとして表れているように。
このような過渡期は、つまるところジェラールの最晩年の驚くほど独創的な作品群の萠芽だったのである。最晩年になると、音列技法それ自体が、自由に連想された音色やリズムの連続体に溶け込んでおり、スペイン風の装飾音をもつフレーズは、突然のノスタルジーや夢見ごこちの幻想を誘なって聴く者を仰天させかねない。
ジェラールはしばしば、自分は音楽の「響き」を待ちわびているのだとして、このように述べた。「意味をなしているのは響きであるに違いない。」
だが、ジェラール最後の作品群は、譜面がたとえ感嘆すべきものであるとしても、発生する響きのただの寄せ集めなどでは全然ない。その形式は細心の注意を持って設計され、音列技法がいくらか独特に発展されている。その方法によると、音程関係を支配する12音のピッチクラスが、作品の長さと規模を支配する、12の音価のセリーと相互に関係付けられる。
たとえば「第3番」・「第4番」の交響曲においてこれらの作曲技法は、音楽に荘厳で激しいドラマを実らせるのに対し、「管弦楽のための協奏曲」では、度を越した超絶技巧がとにもかくにも誇示されて、遊戯の要素を目立たせている。

## 主要作品一覧

### 舞台音楽
- バレエ音楽「風の精」Ariel (1934)
- 3景のバレエ「バルセロナの夜会」Soirées de Barcelone (1937-39 校訂・補筆はマルコム・マクドナルド、1996)
- 「ドン・キホーテ」 Don Quixote (初稿：1940-41 改訂稿：1947-49)
- フラメンコ風ディヴェルティスマン「アレグリア」 Alegrias, Divertissement flamenco (1942)
- 「パンドラ」 Pandora (1943-44, 管弦楽化：1944-45)
- 歌劇「 The Duenna 」(1947-49、シェリダン原作)
- El barbarillo de Lavapies （フランシスコ・バルビエリのサルスエラ (1874) の校訂・編曲）
- ジングシュピール「 Lamparilla 」（ El barbarillo de Lavapies の独語版。ジェラールは序曲と楽曲を追加。） (1955-56)

### 交響曲
- 交響曲「ペドレルを称えて」 ‘Homenatje a Pedrell’ (1941)
- 第1番 (1952-53)
- 第2番 (1957-59) 「メタモルフォーゼ」 Metamorphosis として改作するも未完 (1967-68)
- 第3番「コラージュ」 Collages （管弦楽とテープのための） (1960)
- 第4番「ニューヨーク」 ‘New York’ (1967)
- （第5番、断片のみ) (1969)
- 室内交響曲「レオ」‘Leo’ (1969)

### 協奏曲
- 弦楽合奏のための協奏曲 (1929)
- ヴァイオリン協奏曲 (1942-43)
- ピアノと弦楽合奏のための協奏曲 (1951)
- チェンバロ、弦楽合奏と打楽器のための協奏曲 (1955-56)
- 管弦楽のための協奏曲 (1965)

### 管絃楽曲
- オーバード、間奏曲と舞曲 Albada, Interludi i Dansa (1936)
- 祝婚歌 Epithalamium (1966)
- 舞台音楽による組曲
  - 「バルセロナの夜会」
  - 「ドン・キホーテ」
  - 「アレグリアス」
  - 「パンドラ」

### 室内楽
1928年までに3つの弦楽四重奏曲を手懸けたが、すべて紛失した。このうち1928年に完成された3曲目は、後に「弦楽合奏のための協奏曲」へと改作された。
- ピアノ三重奏曲 ロ長調 (1918)
- ピアノ三重奏曲 第2番 (1918)
- クラリネット・ソナタ (1928、バス・クラリネット版あり)
- 木管五重奏曲 (1928)
- クラリネット、ヴァイオリンとピアノのための「アンダンティーノ」 (1928-9)
- 弦楽四重奏曲 第1番 (1950-55)
- ヴィオラ・ソナタ (1948、チェロ・ソナタ版は1956)
- 無伴奏フルートのための「カプリッチョ」 (1949)
- クラリネット、ヴァイオリン、ピアノのための「 Secret People 」(1951-52、映画「初恋」のための試作)
- 九重奏曲 (1956-57)
- 弦楽四重奏曲 第2番 (1961-62)
- 8人のためのコンセール Concert for 8 (1962)
- 無伴奏ヴァイオリンのための「シャコンヌ」 (1959)
- 木管合奏、2台のピアノと打楽器のための「 」 Hymnody  (1963)
- ヴァイオリンとピアノのための二重奏曲「ふたご座」 Gemini (1966)
- 六重奏曲 Libra (1968)

### ピアノ曲
- カルロスのためのソナチネ Sonatine a Carlos (1914)
- Dos Apunts (1921-22)
- 3つの即興曲 (1950)

### ギター曲
- 幻想曲 (1957)

### 声楽曲
- 連作歌曲「L'infantament meravellós de Shahrazada 」 op.1 (1916-18)
- ピアノ伴奏歌曲「Verger de les galanies 」 (1917-18)
- 歌手とアンサンブルのための「7つの俳句 7 Haiku 」 (1922/改訂1958)
- ピアノ伴奏歌曲集「14のカタルーニャ民謡 14 Cancons populars catalanes 」 (1928-29)
  - オーケストラ伴奏歌曲集「6つのカタルーニャ民謡 6 Cancons Populars Catalanes 」(1931、「14の……」より抜粋・編曲)
- ソプラノ、バリトン、合唱、管弦楽のためのカンタータ「 L'alta naixenca del Rei en Jaume 」 (1932)
- Cancionero de Pedrell for voice and piano or chamber orchestra (1941)
- オーケストラ伴奏歌曲「 3 Canciones Toreras 」 (c.1943) 偽名フアン・セラロンガによる作品]
- ピアノ伴奏歌曲集「6つのフランス民謡 6 Chansons populaires françaises 」 (1944)
- 声と打楽器のための「 The Akond of Swat 」 (1954)
- 声とギターのための「唄」 Cantares for voice and guitar (1962; ギター曲「幻想曲」に挿入)
- 語り手、合唱と管弦楽のための「ペスト The Plague 」 (1963-64、カミュ原作)

### 電子音楽
「交響曲第3番」にもラジオやテープなどの電子機器が利用されている。
- Audiomobiles I-IV (1958-59)
- 語り手とテープのための「死せる闘犬への哀歌」 Lament for the death of Bullfighter for speaker and tape (1959)
- テープのための「10の小品」 10 Pieces (c.1961)
- Sculptures I-V (1963)
- DNA in Reflection (1963)

### サルスエラにもとづく幻想曲
小オーケストラのための作品。フアン・セラロンガ（Juan Serralonga）名義による。
- チュエカとバルベルデによる「カディス」Cadiz (c.1943)
- カバジェーロによる「ヒガンテスとカベスドス」Gigantes y Cabezudos (c.1943)
- カバジェーロによる「ラ・ビエヘシタ」La Viejecita (c.1943)

### 映画音楽
- 初恋 (1952) オードリー・ヘプバーン出演作品